# Cerro La Campana (Mérida)
La Cerro La Campana (8°36′14″N 71°56′05″O / 8.6038, -71.9346) es un pico de montaña ubicado al este del Pico Humboldt en el extremo sur del Estado Mérida. Se ubica como la octava montaña más alta de Barinas, A una altitud de 3.627 m s. n. m. el Cerro La Campana es una de los picos más altos en Venezuela. A poca distancia hacia el norte se encuentra el páramo de Santo Cristo, la Laguna del Santo Cristo y su Loma de Sinigüis.

## Ubicación
El Cerro La Campana está ubicado en el extremo norte del municipio Santos Marquina del Estado Mérida y con los lagos de su falda noreste hace límite con el municipio Rangel del mismo Estado. Hacia el oeste se encuentran los monumentales pico Humboldt y pico Bolívar.